# Adolfo Grosso
Adolfo Grosso (Povegliano, Vèneto, 17 de desembre de 1927 – 28 de juliol de 1980) va ser un ciclista italià, que fou professional entre 1949 i 1957. En el seu palmarès destaquen una victòria d'etapa al Giro d'Itàlia de 1954, dues etapes de la Volta a Catalunya, una al Tour de Romandia i la Milà-Torí de 1950.
El 15 de juliol de 1980 va ser atropellat per un camió mentre anava en bicicleta i morí pocs dies més tard en no poder recuperar-se de les ferides patides.

## Palmarès
- 1948
  - 1r a l'Astico-Brenta
- 1949
  - 1r a la Coppa Caivano
  - 1r al Trofeu Baracchi (amb Fiorenzo Magni)
- 1950
  - 1r a la Milà-Torí
- 1952
  - 1r al Giro del Veneto
  - Vencedor d'una etapa de la Volta a Catalunya
  - Vencedor de 2 etapes de la Volta a l'Argentina
- 1953
  - 1r al Giro di Campania
  - Vencedor d'una etapa de la Volta a Catalunya
- 1954
  - Vencedor d'una etapa al Giro d'Itàlia
- 1955
  - 1r al Giro del Veneto
- 1956
  - Vencedor d'una etapa del Tour de Romandia

### Resultats al Giro d'Itàlia
- 1950. 63è de la classificació general
- 1951. 48è de la classificació general
- 1952. 41è de la classificació general
- 1953. Abandona
- 1954. 22è de la classificació general. Vencedor d'una etapa
- 1955. 42è de la classificació general
- 1956. Abandona

### Resultats al Tour de França
- 1953. Abandona (7a etapa)